# Конхоїда Нікомеда

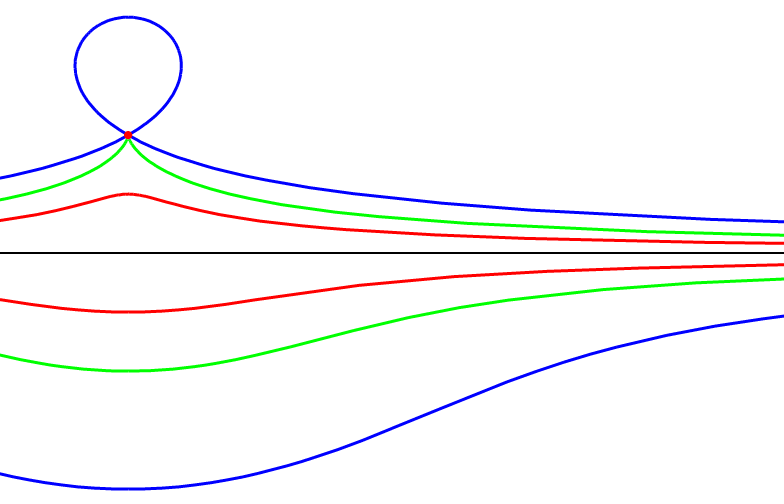
Три конхоїди прямих з одним спільним центром (червона точка), для ― крива червоного кольору, для ― зеленого і для ― синього

Конхоїда Нікомеда — конхоїда прямої, щодо точки, яка не лежить на ній. Є прикладом плоскої алгебричної кривої 4-го порядку.
Конхоїда Нікомеда має дві гілки, для яких пряма конхоїди є асимптотою.
Крива названа на честь давньогрецького математика Нікомеда, який застосовував її для трисекції кута і подвоєння куба.

## Побудова

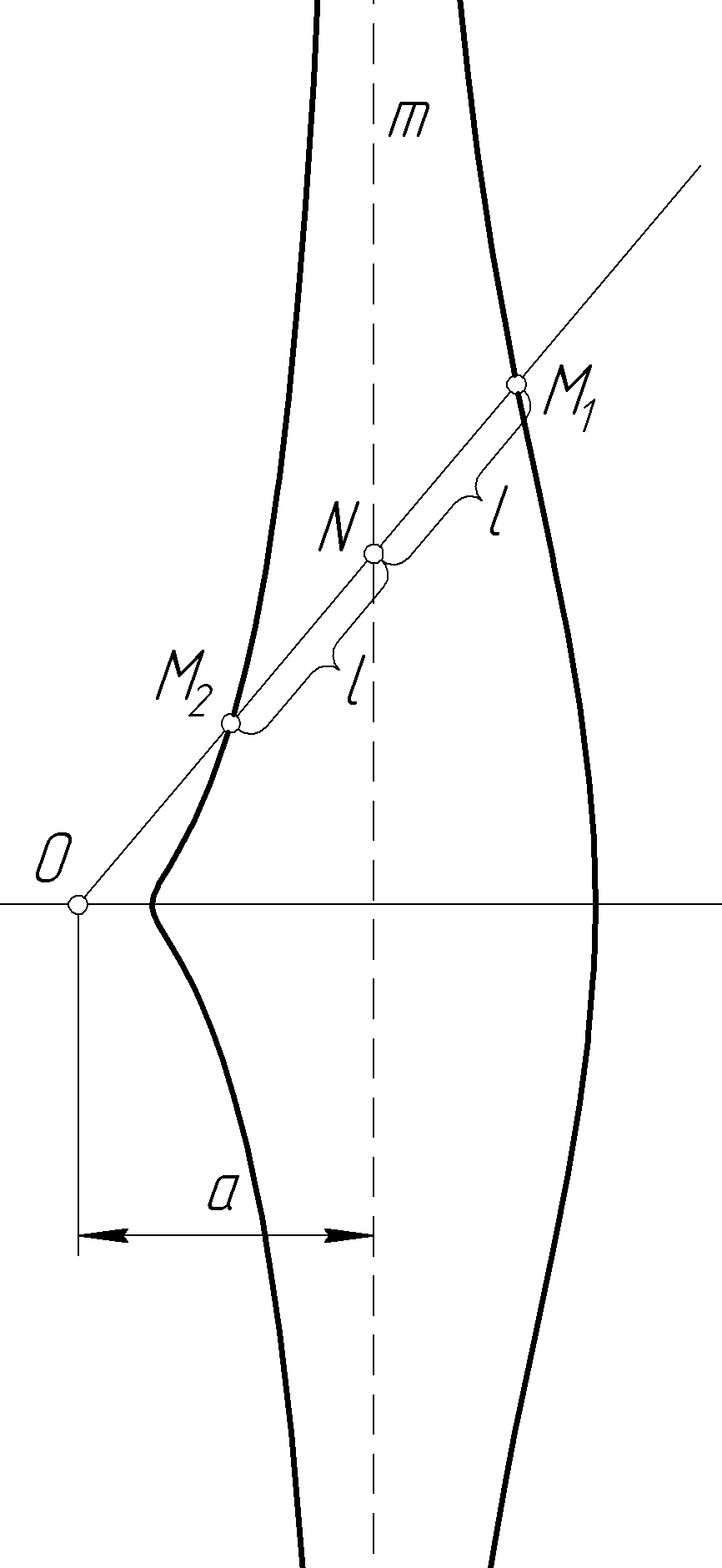
Побудова конхоїди Нікомеда

Приклади конхоїд Нікомеда

Нехай на площині вибрано пряму m і точку O, віддалену від прямої на відстань a. Проведемо через точку O промінь, що перетинає пряму m у певній точці N; точки M1 і M2, що лежать на промені ON і віддалені від точки N на заздалегідь обрану відстань l, будуть точками конхоїди. Змінюючи напрямок променя ON, можна побудувати всю конхоїду.

## Рівняння

### Декартові координати
Нехай вибрано систему координат так щоб точка O була початком координат, а пряма m задана рівнянням {\displaystyle x=a} в декартових прямокутних координатах, як на рисунку справа. Нехай, як і на рисунку {\displaystyle l<a.} Якщо координати точки M1 є рівними x1 і y1 , то {\textstyle {\frac {x_{1}-a}{l}}={\frac {x_{1}}{\sqrt {x_{1}^{2}+y_{1}^{2}}}}=\cos \alpha }, де {\textstyle \alpha } є кутом між віссю абсцис і прямою OM1 . Аналогічно, якщо координати точки M2 є рівними x2 і y2 , то {\textstyle {\frac {a-x_{2}}{l}}={\frac {x_{2}}{\sqrt {x_{2}^{2}+y_{2}^{2}}}}=\cos \alpha .}
Зважаючи на довільність вибору точок можна одержати рівняння першої гілки конхоїди {\textstyle (x-a){\sqrt {x^{2}+y^{2}}}=lx} і для другої гілки {\textstyle (a-x){\sqrt {x^{2}+y^{2}}}=lx}. Разом обидві гілки можна описати рівнянням {\textstyle \ell ^{2}x^{2}=(x^{2}+y^{2})(x-a)^{2}.}
Окрім точок конхоїди цьому рівнянню задовольняє також точка O (початок координат). Іноді у цьому випадку її вважають ізольованою точкою на конхоїді Нікомеда.
Якщо {\displaystyle l=a} то ситуація фактично не змінюється крім того, що точка O належить одній із гілок конхоїди. Теж саме рівняння описує конхоїду у цьому випадку і O задовольняє рівнянню, тож її не потрібно виключати чи вважати особливою ізольованою точкою.
Натомість, якщо {\displaystyle l>a}, то існують точки на одній із гілок для яких абсциси є від'ємними. Для таких точок {\textstyle {\frac {a-x}{l}}={\frac {-x}{\sqrt {x^{2}+y^{2}}}},} тому вони теж задовольняють загальному рівнянню. 
Отож загалом для точки O, яка є початком координат і прямої заданої рівнянням {\displaystyle x=a} рівняння конхоїди є:
{\displaystyle \ell ^{2}x^{2}=(x^{2}+y^{2})(x-a)^{2}}
Це рівняння можливе для всіх значень {\displaystyle a.} Для {\displaystyle a=0} одержується рівняння кола (яке часто вважається виродженим випадком конхоїди Нікомеда) і прямої {\displaystyle x=0.}

### Полярні координати
Якщо, знову ж, точку O вибрати, як початок координаті, то точки прямої {\displaystyle x=a>0} можна задати рівнянням {\textstyle r={a \over \cos \alpha }=a\sec \alpha ,} де {\displaystyle -\pi /2<\alpha <\pi /2.}  У цій формулі {\textstyle \alpha } є кутом між віссю абсцис і прямою ON  на рисунку. Звідси одержується рівняння у полярних координатах для однієї із гілок конхоїди: {\textstyle r={a \over \cos \alpha }+l=a\sec \alpha +l,} де {\displaystyle -\pi /2<\alpha <\pi /2.} У випадку {\displaystyle l\leqslant a} для іншої гілки рівняння буде: {\textstyle r={a \over \cos \alpha }-l=a\sec \alpha -l,} де {\displaystyle -\pi /2<\alpha <\pi /2.}
Проте, якщо {\displaystyle l>a} це рівняння описує лише точки з невід'ємними абсцисами у прямокутній системі координат.  
Загалом можна розглянути два кути між віссю абсцис і прямою ON, а саме кут {\textstyle \alpha } для якого {\displaystyle -\pi /2<\alpha <\pi /2} і кут {\textstyle \beta =\alpha +\pi } для якого {\displaystyle \pi /2<\beta <3\pi /2}. Якщо для деякого кута {\displaystyle -\pi /2<\alpha <\pi /2} виконується нерівність {\textstyle a\sec \alpha -l\geqslant 0} то точка із координатами {\textstyle r=a\sec \alpha -l,\ \varphi =\alpha } належить конхоїді. Якщо ж {\textstyle a\sec \alpha -l<0} то конхоїді належить точка із полярними координатами {\textstyle r=l-a\sec \alpha ,\ \varphi =\alpha +\pi } або по іншому {\textstyle r=l+a\sec \beta ,\ \varphi =\beta .}
При полярних координатах часто, якщо у рівнянні {\textstyle r=r(\varphi )} виконується {\textstyle r(\varphi _{1})<0} тоді дане рівняння задає точку {\displaystyle r=-r(\varphi _{1}),\ \varphi =\varphi _{1}+\pi .} Тоді усю другу гілку конхоїди можна задати рівнянням {\textstyle r=l+a\sec \beta ,} де {\displaystyle \pi /2<\beta <3\pi /2}. З урахуванням цього у полярних координатах усе рівняння можна задати як:
{\displaystyle r={a \over \cos \alpha }+l=a\sec \alpha +l,} де {\displaystyle \alpha \neq \pi /2+n\pi .}

### Параметричне рівняння
Будь-яку точку на прямій {\displaystyle x=a} можна задати координатами {\displaystyle (a,t)}, де {\displaystyle -\infty <t<\infty .} Одиничний вектор {\displaystyle {\vec {k}}} у напрямку прямої між точками O і N із координатами {\displaystyle (a,t)} має координати {\textstyle \left({\frac {a}{\sqrt {a^{2}+t^{2}}}},{\frac {t}{\sqrt {a^{2}+t^{2}}}}\right)} і відповідно точки на прямій на відстані l від точки N мають координати {\displaystyle N\pm l{\vec {k}}}.
Звідси одержується параметричне рівняння:
{\displaystyle x(t)=a\pm {\frac {la}{\sqrt {a^{2}+t^{2}}}},}
{\displaystyle y(t)=t\pm {\frac {lt}{\sqrt {a^{2}+t^{2}}}}.}
У цьому рівнянні {\displaystyle -\infty <t<\infty } і вибір конкретного знаку дає вибір певної гілки конхоїди.

## Властивості
- Конхоїда Нікомеда є прикладом алгебричної кривої 4-го порядку. Її проективна версія (яка задається однорідним рівнянням {\displaystyle \ell ^{2}x^{2}z^{2}=(x^{2}+y^{2})(x-az)^{2}}) має також додаткову «точку в нескінченності» {\displaystyle [0:1:0]}.
- Конхоїда Нікомеда має дві гілки, для яких пряма конхоїди є асимптотою.
- Для {\displaystyle l\geqslant a} точка O = (0, 0) на лежить одній гілок конхоїди. Для {\displaystyle l<a} ця точка не належить конхоїді але задовольняє загальному рівнянню. Тому часто також її розглядають як особливу точку кривої. Тоді для конхоїди Нікомеда ця точка:
  - при {\displaystyle \ell <a} ― ізольована точка
  - при {\displaystyle \ell >a} ― вузлова точка
  - при {\displaystyle \ell =a} ― точка повернення
- Одна із гілок конхоїди Нікомеда є завжди гладкою. Для {\displaystyle l<a} друга гілка і відповідно вся крива є гладкою (якщо не розглядати початок координат як окрему точку). Для {\displaystyle l\geqslant a} друга гілка є гладкою всюди крім початку координат.
- Для {\displaystyle l>a} одна із гілок конхоїди має «петлю». У параметризації у полярних координатах ця петля задається як {\textstyle r=a\sec \alpha -l,} де {\displaystyle \sec ^{-1}(-l/a)<\alpha <2\pi -\sec ^{-1}(-l/a).}
- Нехай {\displaystyle 0\leqslant \alpha _{1}<\alpha _{2}<\pi /2}  — кути, такі, що з двох точок перетину конхоїди із прямою визначеною кутом {\displaystyle \alpha _{1}} (не враховуючи перетину на початку координат) жодна із точок не лежить на «петлі». Зокрема {\displaystyle l\leqslant a} можна взяти будь-які кути, що задовольняють нерівності. Тоді площа фігури обмежена променями із кутами {\displaystyle \alpha _{1},\alpha _{2}} і двома гілками конхоїди Нікомеда є рівна:

{\displaystyle S={\frac {1}{2}}\int \limits _{\alpha _{1}}^{\alpha _{2}}\left({\frac {a}{\cos \varphi }}+l\right)^{2}-\left({\frac {a}{\cos \varphi }}-l\right)^{2}d\varphi =2al\int \limits _{\alpha _{1}}^{\alpha _{2}}{\frac {d\varphi }{\cos \varphi }}=2al\int \limits _{\alpha _{1}+\pi /2}^{\alpha _{2}+\pi /2}{\frac {d\varphi }{\sin \varphi }}=2al\left[\ln \tan \left({\frac {\alpha _{2}+\pi /2}{2}}\right)-\ln \tan \left({\frac {\alpha _{1}+\pi /2}{2}}\right)\right]}
Зокрема при прямуванні {\displaystyle \alpha _{2}} до {\displaystyle \pi /2} ця площа прямує до нескінченності. Відповідно площа фігури між двома гілками конхоїди є рівною нескінченності. Також нескінченності є рівною і площа між будь-якою гілкою і визначальною прямою {\displaystyle x=a} оскільки для великих {\displaystyle y} дві гілки є майже симетричними щодо цієї прямої.
- Для {\displaystyle l>a} площа петлі є рівною:

{\displaystyle a{\sqrt {l^{2}-a^{2}}}-2al\ln \left({l+{\sqrt {l^{2}-a^{2}}} \over a}\right)+l^{2}\arccos(a/l)}

## Нормалі та дотичні
Нормаль і дотична у заданій точці конхоїди можуть бути побудовані досить просто зважаючи на властивості полярних піднормалей кривої. Полярною піднормаллю у точці M називається відрізок, що одержується внаслідок перетину нормальної прямої до кривої у точці M і прямої, що проходить через початок координат O і є перпендикулярною до прямої OM. Якщо крива задана рівнянням {\displaystyle r=r(\varphi )} у полярних координатах то довжина цього відрізку і його напрям визначається як {\displaystyle r'(\varphi )}. Оскільки у полярних координатах конхоїда описується як {\displaystyle r=a\sec \varphi +l,} а асимптотична пряма для конхоїди: {\displaystyle r=a\sec \varphi ,} то їх похідні {\displaystyle r'(\varphi )} у точках на одному промені є рівними. Відповідно і полярні піднормалі є однаковими. Але полярні піднормалі для прямих побудувати просто. 
Це дає покроковий алгоритм для побудови нормалі і дотичної до конхоїди у точці. Нехай дана конхоїда на рисунку вище і потрібно побудувати нормаль і дотичну у точці M1. Тоді
1. Потрібно провести пряму OM1 і визначити точку N на асимптотичній прямій, як точку перетину цієї прямої і  пряму OM1.
2. Побудувати пряму, що проходить через точку O і є перпендикулярною до прямої OM1.
3. Побудувати пряму, що проходить через точку N і є перпендикулярною до асимптотичної прямої.
4. Визначити точку перетину P прямих із двох попередніх пунктів і провести пряму PM1. Ця пряма буде нормальною до конхоїди у точці M1.
5. Побудувати пряму перпендикулярну до прямої PM1 у точці M1. Ця пряма буде дотичною до конхоїди у точці M1.

### Альтернативний спосіб побудови

Побудова нормалі до конхоїди Нікомеда

Інший спосіб побудови нормалі для однієї із гілок конхоїди використовував Декарт, як приклад свого більш загального способу побудови нормалей і дотичних до кривих. 
Процес побудови показаний на рисунку справа. Тут пряма на основі якої будується конхоїда є горизонтальною, а полюсом є точка A. Тоді кроками побудови нормалі у деякій точці C є:
1. Побудова прямої AC і визначення точки перетину цієї прямої із асимптотичною прямою (точка E).
2. Побудова прямої, що проходить через точку C і є перпендикулярною до асимптотичної прямої (і перетинає її у точці H).
3. Відкладення відрізка CF довжина якого є рівною довжині відрізка CH.
4. Побудова прямої , що проходить через точку F і є перпендикулярною до асимптотичної прямої.
5. Відкладення на попередній прямій відрізка FG довжина якого є рівною довжині відрізка AE. Пряма CG тоді буде нормальною до конхоїди у точці C.

Доведення того, що точка G лежить на нормалі до конхоїди у точці C, згідно першого означення може буди вправою на застосування алгебричних методів у геометрії. Для цього можна використати, наприклад, параметричне рівняння конхоїди. Далі щоб викладення узгоджувалося з рисунком координати параметричного рівняння будуть поміняні місцями порівняно з попереднім.
Тоді точки на рисунку мають координати: {\textstyle A=(0,0),\ E=(t,a),\ C=\left(t+{\frac {lt}{\sqrt {a^{2}+t^{2}}}},a+{\frac {la}{\sqrt {a^{2}+t^{2}}}}\right).} Окрім того нехай P позначає точку перетину прямої перпендикулярної асимптотичної прямої, що проходить через E і прямої перпендикулярної до AC, що проходить через A. Згідно першого означення пряма CP буде нормальною до конхоїди у точці C. Для того щоб точка G лежала на цій прямій і, відповідно, сама визначала нормаль необхідно і достатньо щоб вектори {\displaystyle {\vec {CG}}} і {\displaystyle {\vec {CP}}} були паралельними.
Для визначення координат цих векторів спершу треба визначити координати точки P. Вона є перетином прямої {\displaystyle x=t} і прямої, що проходить через початок координат і є перпендикулярною до прямої AC. Оскільки вектор {\displaystyle (t,a)} є напрямним для прямої AC, то вектор вектор {\displaystyle (-a,t)} є напрямним до перпендикулярної і її можна записати параметрично: {\displaystyle x=-as,\ y=ts.} Тому для точки P виконується рівність {\displaystyle t=-as,} звідки {\displaystyle s=-t/a} і тому {\textstyle P=\left(t,-{\frac {-t^{2}}{a}}\right)}. Звідси можна знайти координати одного із необхідних векторів: 
{\displaystyle {\vec {CP}}=\left(t-t-{\frac {lt}{\sqrt {a^{2}+t^{2}}}},-{\frac {-t^{2}}{a}}-a-{\frac {la}{\sqrt {a^{2}+t^{2}}}}\right)=\left(-{\frac {lt}{\sqrt {a^{2}+t^{2}}}},-{\frac {a^{2}+t^{2}}{a}}-{\frac {la}{\sqrt {a^{2}+t^{2}}}}\right).}
Вектор {\displaystyle {\vec {CG}}} є сумою векторів {\displaystyle {\vec {CF}}} і {\displaystyle {\vec {FG}}.} Вектор {\displaystyle {\vec {FG}}} є паралельним осі ординат, направлений у від'ємному напрямку і, за означенням його довжина є рівною довжині відрізка AE. Тому {\displaystyle {\vec {FG}}=(0,-{\sqrt {a^{2}+t^{2}}}).} Вектор {\displaystyle {\vec {CF}}} направлений паралельно прямої AC і протилежно до одиничного напрямного вектору {\textstyle {\vec {a}}=\left({\frac {t}{\sqrt {a^{2}+t^{2}}}},{\frac {a}{\sqrt {a^{2}+t^{2}}}}\right).} Його довжина за означення є рівною довжині відрізка CH, тобто {\textstyle {\frac {la}{\sqrt {a^{2}+t^{2}}}}.} Тому {\textstyle {\vec {CF}}={\frac {-la}{\sqrt {a^{2}+t^{2}}}}\left({\frac {t}{\sqrt {a^{2}+t^{2}}}},{\frac {a}{\sqrt {a^{2}+t^{2}}}}\right)=\left({\frac {-lat}{a^{2}+t^{2}}},{\frac {-la^{2}}{a^{2}+t^{2}}}\right).} Остаточно:
{\displaystyle {\vec {CG}}={\vec {CF}}+{\vec {FG}}=\left({\frac {-lat}{a^{2}+t^{2}}},{\frac {-la^{2}}{a^{2}+t^{2}}}-{\sqrt {a^{2}+t^{2}}}\right).}
Загалом {\textstyle {\vec {CG}}={\frac {a}{\sqrt {a^{2}+t^{2}}}}{\vec {CP}}}, тож два вектори дійсно є паралельними.

## Трисекція кутів

Трисекція кута AÔB

Конхоїду Нікомеда можна використати для розв’язання задачі трисекції кутів. Нехай AÔB — довільний кут. З будь-якої точки {\displaystyle L} на стороні {\displaystyle OB} проводиться перпендикуляр {\displaystyle LD} до сторони {\displaystyle OA}, і для прямої {\displaystyle LD} відносно полюса {\displaystyle O} з константою {\displaystyle k=2OL} будується конхоїда. Пряма, що є паралельною {\displaystyle OA} і проходить через точку {\displaystyle L}, перетинає зовнішню гілку конхоїди у точці {\displaystyle C}. Якщо провести пряму через точки {\displaystyle C} і {\displaystyle O}, то:
AÔC = {\displaystyle {1 \over 3}} AÔB
Недоліком цієї процедури є те, що вона вимагає окремої конхоїди, спеціалізованої для кожного кута, який потрібно розділити на три частини Це не так для деяких інших трисектрис (як, наприклад,  трисектор Маклорена), які дозволяють будь-який кут розділити на три тією самою кривою.

### Доведення
Нехай {\displaystyle N} — точка перетину {\displaystyle OC} з {\displaystyle LD}, а {\displaystyle M} — середина {\displaystyle CN}. Згідно означення конхоїди:
{\displaystyle CN=k=2OL}
і тому
{\displaystyle CM=MN=OL={k \over 2}.}
З іншого боку, {\displaystyle NLC} є прямим кутом, а {\displaystyle LM} — медіаною прямокутного трикутника {\displaystyle CLN} основою якої є гіпотенуза {\displaystyle CN}, Тому довжина {\displaystyle LM} є рівною половині довжини гіпотенузи, тобто
LM = NM = OL.
З цього випливає, що трикутники {\displaystyle LOM}, {\displaystyle LMC} і {\displaystyle LMN} є рівнобедреними, а тому:
LÔM = NML = 2 LĈM
Але LCM = COA, оскільки прямі {\displaystyle OA} і {\displaystyle LC} є паралельними, тому LÔM = 2 CÔA або також
BÔA = LÔA = 3 CÔA

## Подвоєння куба

Подвоєння куба за допомогою конхоїди Нікомеда

Задача подвоєння куба фактично полягає у побудові відрізка довжиною {\displaystyle L{\sqrt[{3}]{2}}} для заданого відрізка довжиною {\displaystyle L.}
Позначивши {\displaystyle 2a=L,} алгоритм подвоєння куба з використанням конхоїди Нікомеда можна описати за допомогою послідовних кроків, зображених на рисунку праворуч:
1. Побудова прямокутника {\displaystyle ABCD} для заданого відрізка {\displaystyle AB} довжиною {\displaystyle 2a,} де довжина сторони {\displaystyle AD} є рівною {\displaystyle 2b} і {\displaystyle b=2a}; тобто інша сторона прямокутника є вдвічі довшою ніж початкова.
2. Побудова точки {\displaystyle E,} що ділить сторону {\displaystyle AD} навпіл.
3. Побудова прямої лінії через точки {\displaystyle C;} і {\displaystyle E,}, визначення точки {\displaystyle F} на перетині цієї прямої із прямою, що містить сторону {\displaystyle AB.} Довжина відрізка {\displaystyle FA} є рівною довжині відрізка {\displaystyle AB.}
4. Побудова точки {\displaystyle G,} що ділить сторону {\displaystyle AB} навпіл.
5. Побудова прямої перпендикулярної до {\displaystyle AB,} що проходить через точку {\displaystyle G.}
6. Побудова кола, з центром у точці {\displaystyle B,} що проходить через точку {\displaystyle A} ( його радіус буде рівним {\displaystyle b=2a}. Нехай {\displaystyle H,} є перетином цього кола із перпендикуляром із попереднього пункту.
7. Побудова прямої {\displaystyle I}, що проходить через {\displaystyle B}і є паралельною до прямої {\displaystyle HF.}
8. Побудова конхоїди Нікомеда із полюсом {\displaystyle H}, прямою {\displaystyle I} і відстанню {\displaystyle b}. Нехай {\displaystyle K} позначає перетих кривої із прямою {\displaystyle AB.}
9. Побудова точки {\displaystyle L}, як точки перетину прямих {\displaystyle CK} і {\displaystyle AD.} Довжина {\displaystyle DL} тоді і буде рівною {\displaystyle 2a{\sqrt[{3}]{2}}.}

### Доведення
Позначимо {\displaystyle BK=x} і {\displaystyle DL=y}. Тоді {\textstyle HG={\sqrt {b^{2}-a^{2}}}} і {\displaystyle GK=a+x} і, з теореми Піфагора:
{\displaystyle HK={\sqrt {HG^{2}+GK^{2}}}={\sqrt {b^{2}-a^{2}+\left(a+x\right)^{2}}}={\sqrt {b^{2}+2ax+x^{2}}}.}
З подібності трикутників {\displaystyle BMK,FHK} випливає, що {\displaystyle FK:BK=HK:MK,} і оскільки {\displaystyle MK=b} і {\displaystyle FK=4a+x,} то з попередніх пропорцій випливає, що:
{\displaystyle {\frac {4a+x}{x}}={\frac {\sqrt {b^{2}+2ax+x^{2}}}{b}}.}
Після піднесення до квадрату
{\displaystyle {\frac {16a^{2}+8ax+x^{2}}{x^{2}}}={\frac {b^{2}+2ax+x^{2}}{b^{2}}},}
або {\textstyle 16a^{2}b^{2}+8ab^{2}x+b^{2}x^{2}=b^{2}x^{2}+x^{4}+2ax^{3}.}
Попередня рівність еквівалентна {\displaystyle x^{4}+2ax^{3}-8ab^{2}x-16a^{2}b^{2}=0} або після спрощення {\displaystyle \left(x^{3}-8ab^{2}\right)\left(x+2a\right)=0.}
Оскільки {\displaystyle \,x+2a} не є рівним нулю, то {\displaystyle x^{3}-8ab^{2}=0} тобто {\displaystyle x^{3}=2a\left(2b\right)^{2}.}
З подібності трикутників {\displaystyle LDC,CBK} ми маємо, що {\displaystyle 2a:y=x:2b} і, отже, {\displaystyle xy=4ab} або по іншому {\textstyle y={\frac {4ab}{x}}.} Після піднесення до кубу {\textstyle y^{3}={\frac {4^{3}a^{3}b^{3}}{x^{3}}}} і з використанням рівності {\displaystyle x^{3}=2a\left(2b\right)^{2}} випливає що {\textstyle y^{3}={\frac {4^{3}a^{3}b^{3}}{2^{3}ab^{2}}}} або спрощуючи {\displaystyle y^{3}=2b\left(2a\right)^{2}.}
Враховуючи, що {\displaystyle b=2a} то також
{\displaystyle y^{3}=2b^{3}}
Остаточно
{\displaystyle y=b{\sqrt[{3}]{2}}}
тобто довжина {\displaystyle DL} буде рівною {\displaystyle b{\sqrt[{3}]{2}}=2a{\sqrt[{3}]{2}}.}